# Acacio de Armenia

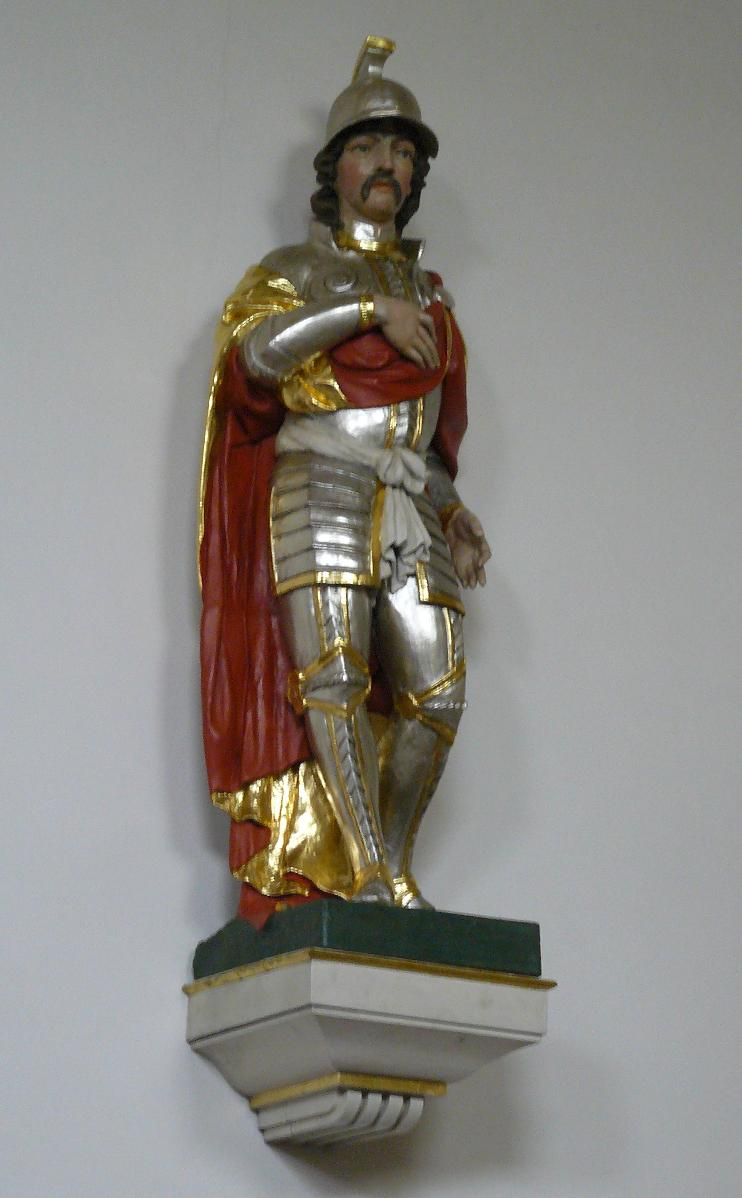
Figura de Acacio

San Acacio (? - 140) fue un general romano del tiempo de Adriano y Antonino. 
Habiéndole estos enviado a combatir a los armenios al frente de 7,000 soldados hubo de huir ante la superioridad del ejército del enemigo que constaba de más de 100,000. Pesaroso y avergonzado, ofreció sacrificios a los dioses, sin embargo se le apareció un ángel que en nombre del Dios de los cristianos le auguró la victoria si creía en él. Lo prometió así y venció, retirándose después al monte Ararat y allí se instruyó en la fe. 
Sabedores de su conversión, enviaron los emperadores contra él un fuerte ejército con el que inútilmente intentaron hacerle abjurar de su nueva religión. 
La iglesia lo conmemora el 21 de junio.